# 다케다 히사시
다케다 히사시(일본어: 武田 久, 1978년 10월 14일 ~ )는 일본의 프로 야구 선수이며, 현재 퍼시픽 리그인 홋카이도 닛폰햄 파이터스의 소속 선수(투수)이다.

## 인물

### 프로 입단 전
도쿠시마현 도쿠시마시 출신으로 중학교 2학년까지는 주로 내야수를 맡았고 투수로서 활약하기 시작한 것은 3학년이 되고 나서였다. 주로 던지는 구종은 슬라이더나 커브를 던질 수 있어 대회에서 우승에 기여하는 맹활약을 했지만 투수에게는 조건을 가지지 않고 권유를 받고 있던 명문 고등학교에 진학해 야수로의 전향을 생각하고 있었다. 그러나 본인이 부재 중에 세이코가쿠엔 고등학교의 야구 부장과 감독이 직접 다케다의 집을 방문하여 부친을 설득한 끝에 진학이 정해졌고 주위의 설득으로 투수를 계속했다.
고교 졸업 후 고마자와 대학에 진학하면서 1학년 때 춘계 대회부터 등판했고, 이후 추계 대회에서는 평균자책점 1위를 기록해 팀의 우승에 기여하면서 대회 최고 수훈 선수로 선정되었다. 도토 대학 리그 통산 63경기에 등판해 23승 18패, 평균자책점 2.27, 232개의 탈삼진을 기록했다. 대학 졸업 후 닛폰 통운에 입사하면서 배송 업무를 담당하고 있을 뿐만 아니라 회사 내에 있는 사회인 야구 팀에도 입단했다. 2001년에 있은 제72회 도시 대항 야구 대회에서 2승을 올려 ‘젊은 사자상’을 수상했고 준준결승전에서는 역대 6번째의 매회 탈삼진을 달성했다. 2002년 가을에 있은 프로 야구 드래프트 회의에서 닛폰햄 파이터스로부터 4위로 지명을 받아 입단했다.

### 프로 입단 후

#### 2003년 ~ 2005년
이듬해 2003년에는 2군에서의 선수 생활을 시작하면서 4월에 1군으로 승격, 중간 계투의 일각에 들어간 6월에는 프로 데뷔 후 처음으로 승리를 거두었지만 그 후 부상때문에 전력에서 이탈하여 13경기 등판에만 그쳤다. 그 해에는 안경을 착용하면서 플레이를 하고 있었다. 2005년 시즌 여름까지는 2군에 머물렀지만 시즌 중반에는 1군으로 다시 복귀해 정규 경기 폐막까지 15경기의 22이닝 연속 무실점을 기록해 이후 시즌 등판 횟수가 큰 폭으로 증가했다.

#### 2006년
마이클 나카무라, 오카지마 히데키 등과 함께 중간 계투로 기용되어 구단 기록이 되는 75경기에 등판함과 동시에 리그 신기록인 40홀드와 45홀드 포인트를 기록해 최우수 중간 계투 타이틀을 석권, 팀의 리그 우승과 일본 시리즈 우승을 동시에 이끌었다.

#### 2007년
등판 횟수와 홀드 포인트 모두 리그 2위의 기록을 남겼는데 8월 무렵에 갑작스런 부진으로 한때는 평균자책점이 3점대로 올려 침체되었지만 종반에는 만회하기도 했다.

#### 2008년
시즌 전반기에는 안정된 플레이를 했지만 8월 이후에 피로 누적으로 컨디션이 좋지 않으면서 종반에는 다테야마 요시노리가 대역을 맡았다. 2008년 시즌 성적인 7패는 개인 최고 성적이었지만 그 중 4패는 당시 리그 우승을 한 사이타마 세이부 라이온스전에서 고배를 마셔 세이부와 상대한 평균자책점은 9.00이었고 당시 2위 팀인 오릭스 버펄로스와의 평균자책점은 5.87을 기록했다. 2008년 시즌 종료 후에 가진 재계약 협상에서는 닛폰 TV의 예능 프로그램인 《행렬이 생기는 법률상담소》에 출연하고 있는 기타무라 하루오 변호사를 대리인으로 선임해 화제가 된 적이 있다.

#### 2009년
그 해에 퇴단한 마이클 나카무라와 바뀌면서 중간 계투를 맡아 무패를 기록해 시즌을 마감했다. 2009년 시즌에는 34세이브를 기록하여 최다 세이브 타이틀을 석권, 퍼시픽 리그의 투수로서는 최우수 중간 계투와 최다 세이브를 동시에 획득한 최초의 선수가 되었다. 일본 시리즈 2차전에서 시리즈 첫 세이브를 기록했고, 5차전에서는 1점을 리드하고 있는 9회에 등판하여 선두 타자인 가메이 요시유키에게 동점 솔로 홈런을 허용했고 다음 타자인 다니 요시토모를 우익수 플라이로 처리했지만 이후 아베 신노스케에게 끝내기 홈런을 허용하면서 패전 투수가 되는 불명예를 안게 되었다.

#### 2010년
시즌 첫 등판에서는 홈런을 허용하는 것을 시작으로 3경기 연속 구원에 실패하는 등의 불안한 출발을 했다. 이것에 의해 일시적으로 구원에서 중간 계투로 배치 전환이 되었고 6월 18일의 오릭스 버펄로스전까지 세이브로 연결되지 않았다. 그 후 구원 투수로서의 등판은 계속되었지만 호조와 부진이 반복되어 최종적으로 5년 연속 50경기 등판을 기록하는 것도 평균자책점과 세이브수는 작년보다 더 나빠졌다.

#### 2011년
작년과는 대조적으로 팀의 수호신으로서 부활했다. 최종적으로는 6년 연속 50경기에 등판했고 퍼시픽 리그에서는 최초로 통산 100홀드와 100세이브를 동시에 기록, 개인 최다인 37세이브로 최다 세이브 타이틀을 석권했다. 투구 내용도 최다 세이브를 획득한 2009년보다 주자를 내보내는 경우가 적었고 평균자책점 1.03, WHIP은 0.78로 모두 개인 최고 성적을 기록하였다. 그리고 피홈런은 한 개도 없었다.

## 플레이 스타일
- 170cm의 낮은 신장으로 무릎이 지면에 닿을 만큼 침울해지는 폼 때문에 오버스로이면서 릴리스 포인트가 낮고 최고 속도 146km/h의 속구와 슬라이더, 슈트, 포크볼, 커브를 던진다.
- 2006년은 75경기 등판의 8개 볼넷, 2008년은 62경기 등판의 1사구, 2009년은 55경기에 등판하여 0사구를 기록하는 등 높은 제구력이 특징이다. 그 제구력 때문에 피홈런도 적은 편이지만 특히 2006년과 2009년에는 각각 시즌 피홈런 개수인 ‘1’이라고 하는 기록을 남기고 있다.
- 번트 처리, 퀵모션, 타구의 판단 등 투수로서의 필딩 기술을 갖고 있다.

## 상세 정보

### 출신 학교
- 세이코가쿠엔 고등학교
- 고마자와 대학

### 선수 경력
사회인 시대
- 닛폰 통운

프로팀 경력
- 닛폰햄 파이터스·홋카이도 닛폰햄 파이터스(2003년 ~ )

### 수상·타이틀 경력

#### 타이틀
- 최우수 중간 계투 투수: 1회(2006년)[1]
- 최다 세이브: 3회(2009년, 2011년, 2012년)[1]

#### 수상
- 월간 MVP: 1회(2012년 9월)

### 주요 기록

#### 첫 기록
- 첫 등판: 2003년 4월 27일, 대 오사카 긴테쓰 버펄로스 5차전(도쿄 돔)의 7회초 무사에 3번째 투수로서 구원 등판, 처음으로 상대한 타자는 가와구치 겐시.
- 첫 탈삼진: 상동, 7회초 무사에 가와구치로부터 빼앗음.
- 첫 승리: 2003년 6월 2일, 대 오사카 긴테쓰 버펄로스 9차전(도쿄 돔).
- 첫 홀드: 2005년 8월 19일, 대 오릭스 버펄로스 12차전(스카이마크 스타디움).
- 첫 세이브: 2005년 9월 22일, 대 오릭스 버펄로스 17차전(스카이마크 스타디움).

#### 기록 달성 경력
- 통산 100세이브: 2011년 9월 29일, 대 후쿠오카 소프트뱅크 호크스 23차전(후쿠오카 Yahoo! JAPAN 돔) ※역대 24번째, 퍼시픽 리그에서는 처음으로 100홀드와 동시에 달성.

#### 기타
- 계투에 의한 노히트 노런: 2006년 4월 15일 대 후쿠오카 소프트뱅크 호크스 4차전(후쿠오카 Yahoo! JAPAN 돔)에서 야기 도모야, 마이클 나카무라와 함께 달성(단, 일본 프로 야구에서는 참고 기록으로 취급된다). 내역은 야기가 1 ~ 10회, 다케다는 11회, 마이클이 12회를 기록했는데 일본 프로 야구에서는 65년 만의 일이며 연장전을 포함한 경기에서는 사상 최초임(3명의 투수가 계투를 하는 것도 사상 최초).
- 올스타전 출장: 6회(2006년 ~ 2009년, 2011년, 2012년)
- 7년 연속 50경기 이상 등판: 2012년 9월 19일, 대 오릭스 버펄로스 24차전(삿포로 돔)에서 달성(9회초에 5번째 투수로 구원 등판·마무리, 1이닝 무실점), 역대 6번째이며 2006년 시즌부터 계속 기록중.
- 월간 11세이브: 2012년 9월 등판(14경기)에서 달성, 퍼시픽 리그 기록.

### 등번호
- 54(2003년)[2]
- 21(2004년 ~ )

### 연도별 투수 성적
| 연 도      | 소 속      | 등 판 | 선 발 | 완 투 | 완 봉 | 무 4 구 | 승 리 | 패 전 | 세 이 브 | 홀 드 | 승 률 | 타 자 | 이 닝 | 피 안 타 | 피 홈 런 | 볼 넷 | 고 4 | 몸 맞 | 탈 삼 진 | 폭 투 | 보 크 | 실 점 | 자 책 점 | 평 자 책 | W H I P |
| ---------- | ---------- | ----- | ----- | ----- | ----- | ------- | ----- | ----- | -------- | ----- | ----- | ----- | ----- | -------- | -------- | ----- | ---- | ----- | -------- | ----- | ----- | ----- | -------- | -------- | ------- |
| 2003년     | 닛폰햄     | 13    | 0     | 0     | 0     | 0       | 1     | 0     | 0        | --    | 1.000 | 66    | 17.2  | 10       | 0        | 4     | 0    | 1     | 15       | 0     | 0     | 6     | 6        | 3.06     | 0.79    |
| 2004년     | 닛폰햄     | 7     | 0     | 0     | 0     | 0       | 0     | 0     | 0        | --    | ----  | 39    | 7.1   | 7        | 0        | 11    | 1    | 0     | 3        | 0     | 0     | 6     | 5        | 6.14     | 2.45    |
| 2005년     | 닛폰햄     | 23    | 0     | 0     | 0     | 0       | 2     | 0     | 2        | 5     | 1.000 | 124   | 34.1  | 23       | 1        | 4     | 1    | 1     | 21       | 0     | 0     | 3     | 3        | 0.79     | 0.79    |
| 2006년     | 닛폰햄     | 75    | 0     | 0     | 0     | 0       | 5     | 3     | 3        | 40    | .625  | 321   | 81.2  | 71       | 1        | 8     | 2    | 4     | 61       | 0     | 0     | 20    | 19       | 2.09     | 0.97    |
| 2007년     | 닛폰햄     | 64    | 0     | 0     | 0     | 0       | 7     | 6     | 2        | 28    | .538  | 302   | 74.1  | 68       | 2        | 16    | 2    | 6     | 53       | 1     | 0     | 20    | 20       | 2.42     | 1.13    |
| 2008년     | 닛폰햄     | 62    | 0     | 0     | 0     | 0       | 4     | 7     | 6        | 21    | .364  | 269   | 61.1  | 68       | 9        | 19    | 1    | 1     | 40       | 0     | 0     | 31    | 30       | 4.40     | 1.42    |
| 2009년     | 닛폰햄     | 55    | 0     | 0     | 0     | 0       | 3     | 0     | 34       | 4     | 1.000 | 243   | 60.0  | 54       | 1        | 14    | 0    | 0     | 38       | 0     | 0     | 10    | 8        | 1.20     | 1.13    |
| 2010년     | 닛폰햄     | 58    | 0     | 0     | 0     | 0       | 1     | 5     | 19       | 4     | .167  | 241   | 56.1  | 63       | 5        | 16    | 3    | 5     | 37       | 2     | 0     | 28    | 24       | 3.83     | 1.40    |
| 2011년     | 닛폰햄     | 53    | 0     | 0     | 0     | 0       | 2     | 2     | 37       | 1     | .500  | 191   | 52.1  | 32       | 0        | 9     | 4    | 1     | 28       | 0     | 0     | 6     | 6        | 1.03     | 0.78    |
| 2012년     | 닛폰햄     | 56    | 0     | 0     | 0     | 0       | 4     | 4     | 32       | 3     | .500  | 230   | 54.1  | 56       | 2        | 19    | 3    | 0     | 34       | 2     | 0     | 14    | 14       | 2.32     | 1.38    |
| 통산: 10년 | 통산: 10년 | 466   | 0     | 0     | 0     | 0       | 29    | 27    | 135      | 106   | .518  | 2026  | 499.1 | 452      | 21       | 120   | 17   | 19    | 330      | 5     | 0     | 144   | 135      | 2.43     | 1.15    |

- 2012년 기준, 굵은 글씨는 시즌 최고 성적.